# St. Petersburg Open
St. Petersburg Open (Відкритий чемпіонат Санкт-Петербурга) — міжнародний щорічний чоловічий професійний тенісний турнір, який проводився в Росії на закритих кортах з 1995 року. Був частиною  туру ATP 250 (2020 року — ATP 500). Після  російського вторгнення в Україну турнір замінено на Astana Open у Казахстані.

## Фінали

### Одиночний розряд
| Рік             | Чемпіон                                             | Фіналіст                                            | Рахунок                                             |
| --------------- | --------------------------------------------------- | --------------------------------------------------- | --------------------------------------------------- |
| ↓ Тур ATP 250 ↓ |                                                     |                                                     |                                                     |
| 1995            | Євген Кафельников                                   | Гійом Рау                                           | 6–2, 6–2                                            |
| 1996            | Магнус Густафссон                                   | Євген Кафельников                                   | 6–2, 7–6(7–4)                                       |
| 1997            | Томас Юганссон                                      | Ренцо Фурлан                                        | 6–3, 6–4                                            |
| 1998            | Ріхард Крайчек                                      | Марк Россе                                          | 6–4, 7–6(7–5)                                       |
| 1999            | Марк Россе                                          | Давід Пріносіл                                      | 6–3, 6–4                                            |
| 2000            | Марат Сафін                                         | Домінік Хрбати                                      | 2–6, 6–4, 6–4                                       |
| 2001            | Марат Сафін                                         | Райнер Шуттлер                                      | 3–6, 6–3, 6–3                                       |
| 2002            | Себастьян Грожан                                    | Михайло Южний                                       | 7–5, 6–4                                            |
| 2003            | Густаво Куертен                                     | Саргис Саргсян                                      | 6–4, 6–3                                            |
| 2004            | Михайло Южний                                       | Кароль Бек                                          | 6–2, 6–2                                            |
| 2005            | Томас Юганссон                                      | Ніколас Кіфер                                       | 6–4, 6–2                                            |
| 2006            | Маріо Анчич                                         | Томас Юганссон                                      | 7–5, 7–6(7–2)                                       |
| 2007            | Енді Маррей                                         | Фернандо Вердаско                                   | 6–2, 6–3                                            |
| 2008            | Енді Маррей                                         | Андрій Голубєв                                      | 6–1, 6–1                                            |
| 2009            | Сергій Стаховський                                  | Орасіо Себальйос                                    | 2–6, 7–6(10–8), 7–6(9–7)                            |
| 2010            | Михайло Кукушкін                                    | Михайло Южний                                       | 6–3, 7–6(7–2)                                       |
| 2011            | Марин Чилич                                         | Янко Типсаревич                                     | 6–3, 3–6, 6–2                                       |
| 2012            | Мартін Кліжан                                       | Фабіо Фоніні                                        | 6–2, 6–3                                            |
| 2013            | Ернестс Гулбіс                                      | Гільєрмо Гарсія-Лопес                               | 3–6, 6–4, 6–0                                       |
| 2014            | Не проводився                                       | Не проводився                                       | Не проводився                                       |
| 2015            | Милош Раонич                                        | Жуан Соуза                                          | 6–3, 3–6, 6–3                                       |
| 2016            | Александр Зверєв                                    | Стен Вавринка                                       | 6–2, 3–6, 7–5                                       |
| 2017            | Дамір Джумгур                                       | Фабіо Фоніні                                        | 3–6, 6–4, 6–2                                       |
| 2018            | Домінік Тім                                         | Мартін Кліжан                                       | 6–3, 6–1                                            |
| 2019            | Данило Медведєв                                     | Борна Чорич                                         | 6–3, 6–1                                            |
| ↓ Тур ATP 500 ↓ |                                                     |                                                     |                                                     |
| 2020            | Андрій Рубльов                                      | Борна Чорич                                         | 7–6(7–5), 6–4                                       |
| ↓ Тур ATP 250 ↓ |                                                     |                                                     |                                                     |
| 2021            | Марин Чилич                                         | Тейлор Фріц                                         | 7–6(7–3), 4–6, 6–4                                  |
| з 2022          | Не проводиться через російське вторгнення в Україну | Не проводиться через російське вторгнення в Україну | Не проводиться через російське вторгнення в Україну |

### Парний розряд
| Рік             | Champions                                           | Поразка                                             | Рахунок                                             |
| --------------- | --------------------------------------------------- | --------------------------------------------------- | --------------------------------------------------- |
| ↓ Тур ATP 250 ↓ |                                                     |                                                     |                                                     |
| 1995            | Мартін Дамм Андерс Яррід                            | Якоб Гласек Євген Кафельников                       | 6–4, 6–2                                            |
| 1996            | Євген Кафельников Андрій Ольховський                | Ніклас Культі Петер Нюборґ                          | 6–3, 6–4                                            |
| 1997            | Андрій Ольховський Бретт Стівен                     | Давід Пріносіл Даніель Вацек                        | 6–4, 6–3                                            |
| 1998            | Ніклас Культі Мікаель Тільстрем                     | Маріус Барнард Брент Гейгарт                        | 3–6, 6–3, 7–6                                       |
| 1999            | Джефф Таранго Даніель Вацек                         | Менно Остінг Андрей Павел                           | 3–6, 6–3, 7–5                                       |
| 2000            | Деніел Нестор Кевін Ульєтт                          | Сімада Томас Майлз Вейкфілд                         | 7–6(7–5), 7–5                                       |
| 2001            | Денис Голованов Євген Кафельников                   | Іраклій Лабадзе Марат Сафін                         | 7–5, 6–4                                            |
| 2002            | Девід Адамс Джаред Палмер                           | Іраклій Лабадзе Марат Сафін                         | 7–6(10–8), 6–3                                      |
| 2003            | Юліан Ноул Ненад Зімоньїч                           | Міхаель Кольманн Райнер Шуттлер                     | 7–6(7–1), 6–3                                       |
| 2004            | Арно Клеман Мікаель Льодра                          | Домінік Хрбати Ярослав Левинський                   | 6–3, 6–2                                            |
| 2005            | Юліан Ноул Юрген Мельцер                            | Йонас Бйоркман Максим Мирний                        | 4–6, 7–5, 7–5                                       |
| 2006            | Сімон Аспелін Тодд Перрі                            | Юліан Ноул Юрген Мельцер                            | 6–1, 7–6(7–3)                                       |
| 2007            | Деніел Нестор Ненад Зімоньїч                        | Юрген Мельцер Тодд Перрі                            | 6–1, 7–6(7–3)                                       |
| 2008            | Тревіс Перротт Філіп Полашек                        | Роган Бопанна Максим Мирний                         | 3–6, 7–6(4–7), [10–8]                               |
| 2009            | Колін Флемінг Кен Скупскі                           | Жеремі Шарді Рішар Гаске                            | 2–6, 7–5, [10–4]                                    |
| 2010            | Даніеле Браччалі Потіто Стараче                     | Роган Бопанна Айсам-уль-Хак Куреші                  | 7–6(8–6), 7–6(7–5)                                  |
| 2011            | Колін Флемінг Росс Гатчінс                          | Михайло Єлгін Олександр Кудрявцев                   | 6–3, 6–7(5–7), [10–8]                               |
| 2012            | Ражів Рам Ненад Зімоньїч                            | Лукаш Лацко Ігор Зеленай                            | 6–2, 4-6, [10-6]                                    |
| 2013            | Давід Марреро Фернандо Вердаско                     | Домінік Інглот Денис Істомін                        | 7–6(8–6), 6–3                                       |
| 2014            | Not held                                            | Not held                                            | Not held                                            |
| 2015            | Трет Г'юї Генрі Контінен                            | Юліан Ноул Александер Пея                           | 7–5, 6–3                                            |
| 2016            | Домінік Інглот Генрі Контінен                       | Андре Бегеманн Леандер Паес                         | 4–6, 6–3, [12–10]                                   |
| 2017            | Роман Єбави Матве Мідделкоп                         | Хуліо Перальта Орасіо Себальйос                     | 6–4, 6–4                                            |
| 2018            | Маттео Берреттіні Фабіо Фоніні                      | Роман Єбави Матве Мідделкоп                         | 7–6(8–6), 7–6(7–4)                                  |
| 2019            | Дівідж Шаран Ігор Зеленай                           | Маттео Берреттіні Сімоне Болеллі                    | 6–3, 3–6, [10–8]                                    |
| ↓ Тур ATP 500 ↓ |                                                     |                                                     |                                                     |
| 2020            | Юрген Мельцер Едуар Роже-Васслен                    | Марсело Демолінер Матве Мідделкоп                   | 6–2, 7–6(7–4)                                       |
| ↓ Тур ATP 250 ↓ |                                                     |                                                     |                                                     |
| 2021            | Джеймі Маррей Бруно Соарес                          | Андрій Голубєв Юго Нис                              | 6–3, 6–4                                            |
| з 2022          | Не проводиться через російське вторгнення в Україну | Не проводиться через російське вторгнення в Україну | Не проводиться через російське вторгнення в Україну |